# Menno Boelsma
Menno Boelsma (* 8. Januar 1961 in Monster; † 10. September 2022) war ein niederländischer Eisschnellläufer und Shorttracker.

## Karriere

### Eisschnelllauf
Robert Boelsma wurde 1987 niederländischer Meister im Eisschnelllauf über 500 Meter. Eine Woche später gab er sein Debüt im Eisschnelllauf-Weltcup. Bei den Olympischen Winterspielen 1988 belegte Boelsma im Wettkampf über 500 m den 16. und über 1000 m den 24. Platz. Seine einzige Podiumsplatzierung im Weltcup gelang ihm zwei Jahre später in Davos über 500 m. Boelsma nahm zudem an den Sprintweltmeisterschaften 1988 und 1990 teil.

### Shorttrack
Robert Boelsma wurde 1981 erster offizieller niederländischer Meister im Shorttrack. 1983 konnte er diesen Erfolg wiederholen. Während dieser Zeit wurde der Shorttrack von den Kanadiern dominiert. Da die Schlittschuhe der kanadischen Athleten aus Polyester waren, konnten sie besser die Kurven fahren. Aufgrund dieser Erkenntnisse begann Boelsma selbst solche Schlittschuhe herzustellen und war damit erfolgreich. So konnte er als erster Niederländer bei den Weltmeisterschaften 1981 über 500 m Bronze gewinnen. Es folgten weitere Erfolge mit der niederländischen 5000 m Staffel. Mit dieser konnte Boelsma bei der WM 1982 Silber, 1984 Bronze und 1986 den Weltmeistertitel gewinnen.